# Bronisław Ryś
Bronisław Ryś (ur. 28 czerwca 1907 w Nowym Sączu, zm. 11 grudnia 1941 w Mauthausen) − polski nauczyciel, działacz harcerski.
Bronisław Ryś był synem Józefa i Heleny Malinowskiej, bratem aktorki Zofii Rysiówny. W rodzinnym Nowym Sączu ukończył szkołę powszechną i Gimnazjum im. Bolesława Chrobrego, tam również rozpoczął aktywną działalność w Związku Harcerstwa Polskiego. W latach 1926−1930 studiował polonistykę na Uniwersytecie Jagiellońskim. W 1929 roku uczestniczył w III Jamboree skautowym, które odbyło się w Birkenhead w Wielkiej Brytanii.
Po ukończeniu studiów podjął pracę w II Gimnazjum w Tarnowie, wciąż udzielając się w harcerstwie. W latach 1931−1932 pełnił funkcję komendanta Hufca Harcerzy w Tarnowie. Później został przeniesiony do Olkusza, gdzie został między innymi dyrektorem tamtejszego gimnazjum i liceum ogólnokształcącego. 20 maja 1940 roku został aresztowany i wywieziony do obozu koncentracyjnego w Mauthausen, gdzie zmarł 11 grudnia 1941 roku.